# Srednja Omanjska
Srednja Omanjska je naseljeno mjesto u sastavu općine Usora, Federacija Bosne i Hercegovine, BiH.

## Povijest
Srednja Omanjska se ranije nalazila u sastavu općine Tešanj, a potom je ušla u sastav novoformirane općine Usora.

## Stanovništvo
| Srednja Omanjska   |              |
| godina popisa      | 1991.        |
| Hrvati             | 832 (98,81%) |
| Srbi               | 6 (0,71%)    |
| Muslimani          | 0            |
| Jugoslaveni        | 2 (0,23%)    |
| ostali i nepoznato | 2 (0,23%)    |
| ukupno             | 842          |

Srednja Omanjska kao samostalno naseljeno mjesto postoji od popisa 1991. godine.